# Chloroclystis chingana
Chloroclystis chingana är en fjärilsart som beskrevs av Eugen Wehrli 1927. Chloroclystis chingana ingår i släktet Chloroclystis och familjen mätare. Inga underarter finns listade i Catalogue of Life.